# Programa Olga Bongiovanni
Programa Olga Bongionanni é um programa de variedades voltado para o público feminino apresentado por Olga Bongiovanni produzido e transmitido atualmente pela TV Evangelizar desde janeiro de 2024. Já foi exibido também pela Rede Bandeirantes entre 13 de dezembro de 1999 e 1 de junho de 2001, quando foi renomeado para Dia Dia, e mais tarde pela TV Aparecida de 8 de setembro de 2009 a 10 de julho de 2010.

## Primeira Temporada
Em 13 de dezembro de 1999, entrava no ar pela primeira vez em rede nacional o Programa Olga Bongiovanni pela Band indo ao ar de segunda a sexta das 10h às 12h.  O sucesso comercial foi tanto, que a direção decidiu explorar ainda mais o nome da apresentadora, trazendo-a para a atração tradicional da casa, transformando a atração em Dia Dia em junho de 2001, fazendo com que o programa ficasse no ar mais tempo. 

## Segunda temporada
O programa estreou em 8 de setembro de 2009, às 19h15, ao vivo. A apresentadora, que tinha vindo da RedeTV!, onde apresentava o Bom Dia Mulher, assinou com a emissora pelo desgaste de sua atração na outra emissora paulista. Em abril seu programa mudou de horário passando a ser ao vivo de segunda a sexta às 17h e reprisado às 19h15.
Em 10 de julho de 2010 Olga deixa a TV Aparecida para comandar o Manhã Gazeta, na TV Gazeta, substituindo Ione Borges ao lado de Claudete Troiano.

## Terceira temporada
Em maio de 2021, Olga retorna ao vídeo pela TV Evangelizar comandando o programa de culinária Divina Receita, gravado na casa da própria apresentadora, realização de um sonho antigo. A atração ia ao ar apenas duas vezes na semana, segundas e quartas, das 11h45 às 12h. O sucesso do programa, fez com que o programa fosse reformulado e uma nova proposta surgiu, fazendo com que Olga viajasse para conhecer novas histórias, envolvendo empreendedorismo, turismo, meio ambiente e, claro, culinária. Assim, em janeiro de 2024, nascia o Programa Olga Bongiovanni, indo ao ar nas manhãs de sábado, das 8h30 às 9h. 